# Baird-Taschenratte
Die Baird-Taschenratte (Geomys breviceps) ist ein Nagetier in der Gattung der Flachland-Taschenratten, das im Süden der Vereinigten Staaten verbreitet ist. Die Population wurde zeitweilig als Unterart der Flachland-Taschenratte (Geomys bursarius) angesehen. Ob es sich bei der Unterart G. b. sagittalis um eine eigenständige Art handelt, ist noch nicht ausreichend erforscht.
Der Artzusatz im wissenschaftlichen Namen ist aus den lateinischen Worten brevis (kurz) und ceps (Kopf) gebildet.

## Merkmale
Die Baird-Taschenratte erreicht eine Gesamtlänge von 192 bis 222 mm, inklusive eines 54 bis 67 mm langen Schwanzes. Sie hat 23 bis 28 mm lange Hinterfüße. Kopf und Rumpf besitzen etwa dieselbe Breite und der Hals ist nur wenig schmaler. Von den Schultern zum Hinterteil wird der Körper etwas schmaler. Wie nahe verwandte Arten hat das Tier sehr kleine Augen und fast unscheinbare Ohren. Die Fellfarbe der Oberseite variiert mit hellbraunen bis schwarzen Haaren, während die Unterseite meist heller ist. Der kurze und dicke Schwanz trägt nur am Ansatz wenige Haare. Die Art hat prominente gebogene Krallen an den Vorderpfoten und kleine Krallen an den Füßen. Die Zahnformel der Baird-Taschenratte lautet I 1/1, C 0/0, P 1/1, M 3/3, was 20 Zähne im Gebiss ergibt.
Äußerlich ist die Art fast nicht von der Flachland-Taschenratte und der Attwater-Taschenratte (Geomys attwateri) unterscheidbar. Abweichungen bestehen in Details der Schädelkonstruktion sowie in den genetischen Eigenschaften.

## Verbreitung
Dieses Nagetier lebt hauptsächlich im Osten von Texas und erreicht den Süden von Oklahoma, den Westen von Louisiana und möglicherweise das westliche Arkansas. Die Exemplare halten sich auf Grasflächen mit verstreuten Bäumen und Büschen auf.

## Lebensweise
Die Baird-Taschenratte gräbt unterirdische Tunnelsysteme, deren Gänge zusammen 80 Meter Länge erreichen können. Zusätzlich sind verschiedene Wohn- und Vorratskammern eingefügt. An den Ausgängen werden Hügel aufgeschichtet, die an Maulwurfshügel erinnern. Die Nahrung besteht aus Wurzeln, grünen Pflanzenteilen und Stängeln. Bei Weibchen kommen zwischen Februar und August ein oder zwei Würfe vor. In den Monaten April sowie Juni und Juli finden die meisten Geburten statt, wobei die durchschnittliche Wurfgröße 2,6 Neugeborene beträgt. Männchen sind nach etwa drei Monaten geschlechtsreif.
Die Tunnel haben einen Durchmesser von etwa 6 cm und liegen 10 bis 68 cm unter der Oberfläche. Nicht weiter benötige Gänge werden mit Erde verstöpselt. Die Erdhaufen können einen Durchmesser von 180 cm und eine Höhe zwischen 30 und 60 cm aufweisen. Die Schlafplätze liegen im Sommer innerhalb des Erdhaufens und im Winter in bis zu 30 cm Tiefe. Zu Aufzucht der Jungtiere wird eine Kammer mit Hundszahngras gepolstert.
Wie andere Taschenratten transportiert die Baird-Taschenratte ihre Nahrung in den Backentaschen zum Bau. Zur Aufspaltung von Cellulose leben viele Bakterien im Blind- und Dickdarm der Exemplare. Es sind einige Fälle von Individuen dokumentiert, die ihren eigenen Kot verzehrten (Koprophagie). Verschiedene Beutegreifer, wie die Kettennatter, der Virginia-Uhu, der Rotschwanzbussard, das Langschwanzwiesel und der Streifenskunk jagen dieses Nagetier.

## Verhältnis zu Menschen
Die Baird-Taschenratte wird in Landwirtschaftsgebieten als Schädling betrachtet, da sie Getreide und Gemüse frisst. Haustiere können sich verletzen, wenn sie im Bau des Nagers einbrechen. Zur Bekämpfung werden Fallen und Giftköder ausgelegt. Unabhängig davon ist die Gesamtpopulation der Art stabil. Sie wird von der IUCN als nicht gefährdet (least concern) gelistet.